# Western & Southern Open 2018
Пestern & Southern Open 2018  - чоловічий і жіночий тенісний турнір, що проходив на відкритих кортах з твердим покриттям Lindner Family Tennis Center у Мейсоні (США). Тривав з 13 до 19 серпня 2018 року. Належав до серії Мастерс 1000 у рамках Туру ATP 2018 і серії Premier 5 у рамках Туру WTA 2018.

## Очки і призові

### Нарахування очок
| Дисципліна                 | П    | Ф   | ПФ  | ЧФ  | 1/8 | 1/16 | 1/32 | Q   | Q2  | Q1  |
| Чоловіки, одиночний розряд | 1000 | 600 | 360 | 180 | 90  | 45   | 10   | 25  | 16  | 0   |
| Чоловіки, парний розряд    | 1000 | 600 | 360 | 180 | 90  | 0    | Н/Д  | Н/Д | Н/Д | Н/Д |
| Жінки, одиночний розряд    | 900  | 585 | 350 | 190 | 105 | 60   | 1    | 30  | 20  | 1   |
| Жінки, парний розряд       | 900  | 585 | 350 | 190 | 105 | 5    | Н/Д  | Н/Д | Н/Д | Н/Д |

### Призові гроші
| Дисципліна                 | П          | F        | ПФ       | ЧФ       | 1/8     | 1/16    | 1/32    | Q2     | Q1     |
| Чоловіки, одиночний розряд | $1,020,425 | $500,340 | $251,815 | $128,050 | $66,490 | $35,055 | $18,930 | $4,360 | $2,220 |
| Жінки, одиночний розряд    | $501,975   | $243,920 | $122,190 | $58,185  | $28,030 | $14,360 | $7,745  | $3,150 | $1,905 |
| Чоловіки, парний розряд    | $316,000   | $154,710 | $77,600  | $39,830  | $20,590 | $10,860 | Н/Д     | Н/Д    | Н/Д    |
| Жінки, парний розряд       | $143,600   | $72,534  | $35,910  | $18,075  | $9,170  | $4,530  | Н/Д     | Н/Д    | Н/Д    |

## Учасники основної сітки в рамках чоловічого турніру

### Сіяні учасники
Нижче подано список сіяних гравців. Посів ґрунтується на рейтингу ATP станом на 6 серпня 2018. Рейтинг і очки перед наведено на 13 серпня 2018.
| Сіяний | Рейтинг | Гравець                | Очки перед | Очки, що захищає | Очки здобуті | Очки після | Підсумок                                        |
| ------ | ------- | ---------------------- | ---------- | ---------------- | ------------ | ---------- | ----------------------------------------------- |
| 1      | 1       | Рафаель Надаль         | 10,220     | 180              | 0            | 10,040     | знявся через зміни в розкладі                   |
| 2      | 2       | Роджер Федерер         | 6,480      | 0                | 600          | 7,080      | Фіналіст, його переміг Новак Джокович [10]      |
| 3      | 4       | Александр Зверєв       | 4,845      | 10               | 10           | 4,845      | 2-ге коло, його переміг Робін Гаасе             |
| 4      | 3       | Хуан Мартін дель Потро | 5,410      | 90               | 180          | 5,500      | чвертьфінал, його переміг Давід Ґоффен [11]     |
| 5      | 5       | Григор Димитров        | 4,700      | 1,000            | 90           | 3,790      | 3 коло, його переміг Новак Джокович [10]        |
| 6      | 6       | Кевін Андерсон         | 4,535      | 10               | 90           | 4,615      | 3 коло, його переміг Давід Ґоффен [11]          |
| 7      | 7       | Марин Чилич            | 4,085      | 0                | 360          | 4,445      | півфінал, його переміг Новак Джокович [10]      |
| 8      | 8       | Домінік Тім            | 3,665      | 180              | 0            | 3,485      | знялись через хворобу                           |
| 9      | 9       | Джон Ізнер             | 3,570      | 360              | 10           | 3,220      | 1 коло, його переміг Сем Кверрі                 |
| 10     | 10      | Новак Джокович         | 3,445      | 0                | 1,000        | 4,445      | Чемпіон, — Роджер Федерер [2]                   |
| 11     | 11      | Давід Ґоффен           | 3,085      | 10               | 360          | 3,435      | півфінал знявся проти Роджер Федерер [2]        |
| 12     | 12      | Дієго Шварцман         | 2,380      | 10               | 10           | 2,380      | 1 коло, його переміг Стен Вавринка [WC]         |
| 13     | 13      | Пабло Карреньо Буста   | 2,290      | 90               | 180          | 2,380      | чвертьфінал, його переміг Марин Чилич [6]       |
| 14     | 16      | Кайл Едмунд            | 1,950      | 10               | 45           | 1,985      | 2-ге коло, його переміг Денис Шаповалов         |
| 15     | 18      | Нік Киріос             | 1,855      | 600              | 90           | 1,345      | 3 коло, його переміг Хуан Мартін дель Потро [3] |
| 16     | 17      | Люка Пуй               | 1,870      | 0                | 45           | 1,915      | 2-ге коло, його переміг Леонардо Маєр           |

### Відмовились від участі
Гравці, які були б посіяні, якби не знялись з турніру.
| Рейтинг | Гравець      | Очки перед | Очки, що захищає | Очки після | Причина |
| ------- | ------------ | ---------- | ---------------- | ---------- | ------- |
| 14      | Фабіо Фоніні | 2,145      | 45               | 2,190†     | Фatigue |

† Fognini is entitled to use an exemption to skip the tournament and substitute his 18th best result (90 points) in its stead. Accordingly, кількість очок у нього після турніру залишилась без змін.

### Інші учасники
Учасники, що потрапили до основної сітки завдяки вайлд-кард:
- Маккензі Макдоналд
- Енді Маррей[6]
- Френсіс Тіафо
- Стен Вавринка

Гравці, що потрапили до основної сітки через стадію кваліфікації:
- Маріус Копіл
- Губерт Гуркач
- Бредлі Клан
- Деніс Кудла
- Душан Лайович
- Данило Медведєв
- Майкл Ммо

Такі тенісисти потрапили в основну сітку як Щасливі лузери:
- Гільєрмо Гарсія-Лопес
- Малік Джазірі

### Відмовились від участі
До початку турніру
- Роберто Баутіста Аґут → його замінив  Бенуа Пер
- Томаш Бердих → його замінив  Жуан Соуза
- Фабіо Фоніні → його замінив  Жеремі Шарді
- Гаель Монфіс → його замінив  Мартон Фучович
- Рафаель Надаль → його замінив  Малік Джазірі
- Домінік Тім → його замінив  Гільєрмо Гарсія-Лопес

### Знялись
- Давід Ґоффен

## Учасники основної сітки в парному розряді

### Сіяні пари
| Країна          | Гравець               | Країна    | Гравець            | Рейтинг1 | Сіяний |
| --------------- | --------------------- | --------- | ------------------ | -------- | ------ |
| Австрія         | Олівер Марах          | Хорватія  | Мате Павич         | 5        | 1      |
| США             | Майк Браян            | США       | Джек Сок           | 9        | 2      |
| Фінляндія       | Генрі Контінен        | Австралія | Джон Пірс          | 9        | 3      |
| Велика Британія | Джеймі Маррей         | Бразилія  | Бруно Соарес       | 19       | 4      |
| Польща          | Лукаш Кубот           | Бразилія  | Марсело Мело       | 25       | 5      |
| Нідерланди      | Жан-Жульєн Роєр       | Румунія   | Горія Текеу        | 28       | 6      |
| Колумбія        | Хуан Себастьян Кабаль | Колумбія  | Роберт Фара        | 31       | 7      |
| Франція         | Ніколя Маю            | Франція   | Едуар Роже-Васслен | 32       | 8      |

- Рейтинг подано станом на 6 серпня 2018

### Інші учасники
Нижче наведено пари, які отримали вайлдкард на участь в основній сітці:
- Раян Гаррісон /  Ніколас Монро
- Маккензі Макдоналд /  Деніел Нестор

Наведені нижче пари отримали місце як заміна:
- Леонардо Маєр /  Альберт Рамос Віньйолас

### Відмовились від участі
До початку турніру
- Домінік Тім

Під час турніру
- Александер Пея

## Учасниці основної сітки в рамках жіночого турніру

### Сіяні пари
| Країна    | Гравчиня          | Рейтинг1 | Сіяна |
| --------- | ----------------- | -------- | ----- |
| Румунія   | Сімона Халеп      | 1        | 1     |
| Данія     | Каролін Возняцкі  | 2        | 2     |
| США       | Слоун Стівенс     | 3        | 3     |
| Німеччина | Анджелік Кербер   | 4        | 4     |
| Україна   | Еліна Світоліна   | 5        | 5     |
| Франція   | Каролін Гарсія    | 6        | 6     |
| Іспанія   | Гарбінє Мугуруса  | 7        | 7     |
| Чехія     | Петра Квітова     | 8        | 8     |
| Чехія     | Кароліна Плішкова | 9        | 9     |
| Німеччина | Юлія Гергес       | 10       | 10    |
| Латвія    | Олена Остапенко   | 11       | 11    |
| Росія     | Дарія Касаткіна   | 12       | 12    |
| США       | Медісон Кіз       | 13       | 13    |
| США       | Вінус Вільямс     | 14       | 14    |
| Бельгія   | Елісе Мертенс     | 15       | 15    |
| Австралія | Ешлі Барті        | 16       | 16    |
| Японія    | Наомі Осака       | 17       | 17    |

- 1 Рейтинг подано станом на 6 серпня 2018

### Інші учасниці
Учасниці, що потрапили до основної сітки завдяки вайлд-кард:
- Аманда Анісімова[7]
- Вікторія Азаренко[6]
- Світлана Кузнецова[7]
- Бетані Маттек-Сендс[7]
- Маркета Вондроушова[7]

Учасниця, що потрапила в основну сітку завдяки захищеному рентингові:
- Серена Вільямс

Гравчині, що потрапили до основної сітки через стадію кваліфікації:
- Ана Богдан
- Алізе Корне
- Кая Канепі
- Аллі Кік
- Вікторія Кужмова
- Варвара Лепченко
- Татьяна Марія
- Петра Мартич
- Ребекка Петерсон
- Олександра Соснович
- Айла Томлянович
- Стефані Фегеле

Як щасливий лузер в основну сітку потрапили такі гравчині:
- Каміла Джорджі

### Відмовились від участі
До початку турніру
- Міхаела Бузернеску → її замінила  Деніелл Коллінз
- Домініка Цібулкова → її замінила  Тімеа Бабош
- Марія Шарапова → її замінила  Катерина Сінякова
- Вінус Вільямс → її замінила  Каміла Джорджі
- Ч Шуай → її замінила  Александра Крунич

### Знялись
- Каролін Возняцкі

## Учасниці основної сітки в парному розряді

### Сіяні пари
| Країна   | Гравчиня                  | Країна     | Гравчиня                   | Рейтинг1 | Сіяна |
| -------- | ------------------------- | ---------- | -------------------------- | -------- | ----- |
| Чехія    | Барбора Крейчикова        | Чехія      | Катерина Сінякова          | 6        | 1     |
| Угорщина | Тімеа Бабош               | Франція    | Крістіна Младенович        | 11       | 2     |
| Чехія    | Андреа Сестіні-Главачкова | Чехія      | Барбора Стрицова           | 15       | 3     |
| Словенія | Андрея Клепач             | Іспанія    | Марія Хосе Мартінес Санчес | 26       | 4     |
| США      | Ніколь Мелічар            | Чехія      | Квета Пешке                | 30       | 5     |
| Бельгія  | Елісе Мертенс             | Нідерланди | Демі Схюрс                 | 45       | 6     |
| Чехія    | Луціє Градецька           | Росія      | Катерина Макарова          | 52       | 7     |
| Румунія  | Ірина-Камелія Бегу        | Румунія    | Моніка Нікулеску           | 57       | 8     |

- Рейтинг подано станом на 6 серпня 2018

### Інші учасниці
Нижче наведено пари, які отримали вайлдкард на участь в основній сітці:
- Дженніфер Брейді /  Каролін Доулгайд
- Лорен Девіс /  Ніколь Гіббс

Наведені нижче пари отримали місце як заміна:
- Кейтлін Крістіан /  Сабріна Сантамарія

### Відмовились від участі
До початку турніру
- Ешлі Барті

### Знялись
- Бетані Маттек-Сендс

## Переможці та фіналісти

### Чоловіки. Одиночний розряд
- Новак Джокович —  Роджер Федерер, 6–4, 6–4

### Одиночний розряд. Жінки
- Кікі Бертенс —  Сімона Халеп, 2–6, 7–6(8–6), 6–2

### Парний розряд. Чоловіки
- Джеймі Маррей /  Бруно Соарес —  Хуан Себастьян Кабаль /  Роберт Фара, 4–6, 6–3, [10–6]

### Парний розряд. Жінки
- Луціє Градецька /  Катерина Макарова —  Елісе Мертенс /  Демі Схюрс, 6–2, 7–5